# Иванково (Челябинская область)
Иванково' — посёлок в Троицком районе Челябинской области России, относится к Дробышевскому сельскому поселению.

## География
Расположен в восточной части района, на берегу озера Иванково. Рельеф — равнина (Западно-Сибирская равнина); ближайшие выс.— 212 и 229 м. Ландшафт — лесостепь. Вокруг поселка несколько небольших озер, к востоку находится болото.

## История
Поселок основан в 1912 на месте заимки Иванкова. В советский период на территории располагалась бригада колхоза им. Ленина, с 1992 — бригада СХПП «Дробышево» (ныне — колхоз «Дробышево»).

## Улица
- Лесная

## Население
| 2002 | 2010 |
| ---- | ---- |
| 35   | ↘13  |